# Stéphane-Maurice Bongho-Nouarra
Stéphane Maurice Bongho-Nouarra, né le 6 juin 1937 et mort le 7 octobre 2007, est un homme politique congolais. il est Premier ministre de la république du Congo de septembre à décembre 1992.

## Biographie
Né à Ouesso, il fait des études de mathématiques appliquées et d’ingénieur en France jusqu’en 1961 .
Il est élu président du Conseil économique et social de 1964 à 1965. Il est nommé en 1966 secrétaire d’État à la présidence, chargé de l’agriculture puis ministre des travaux publics de 1968 à 1969. Renvoyé, il dirige ensuite le lycée agricole de Brazzaville .
Il est arrêté en 1970 pour être mêlé à une tentative de coup d’État et détenu pendant 2 ans. Libéré pour raisons de santé, il s’installe en France où il devient consultant en entreprises .
De retour au Congo en 1977, il devient chef d'entreprise mais quitte le pays à la suite de brimades policières. Fondateur du Parti du renouveau démocratique (PRD) puis membre de l’Union panafricaine pour la démocratie sociale (UPADS), il apporte son soutien à Pascal Lissouba lors de l’élection présidentielle. Il est nommé premier ministre en septembre 1992.
En mauvais termes avec le président de la république, il est renversé en décembre 1992 par une motion de censure grâce à une alliance entre le Parti congolais du travail (PCT) et l’Union pour le renouveau démocratique (URD). Il s’exile en Belgique en 1997 et quitte un pays ravagé par la guerre civile. Il meurt à Bruxelles en octobre 2007.